# Martin Lhermite
Pour les articles homonymes, voir Lhermite.
Martin Lhermite, né à Armentières (Nord) le 23 septembre 1596 et mort en 1652, est un historien jésuite français.

## Publications
Professeur d'histoire à Douai, il est l'auteur de :
- Histoire sacrée des saints ducs et duchesses de Douay[2](Douai, 1637),
- Histoire sainte de la province de Lille (Douai, 1638)
- Catéchisme, ou Abrégé de la doctrine touchant la grâce divine (Douai, 1650), ouvrage qui fut censuré par Innocent X.

## Source
- Pierre Larousse, Grand Dictionnaire universel du XIXe siècle, vol. X, 1873, p. 457-458.